# Вулнетари
Вулнетари (алб. vulnetarë, серб. вулнетари — добровольцы), также называвшиеся косовары — коллаборационистское воинское формирование; добровольческая милиция из косовских албанцев, которая была образована в 1941 году после оккупации Югославии странами оси и использовалась в качестве вспомогательных подразделений для контроля над гражданами оккупированного Косова и охране деревень. Часть служащих этой милиции несла службу в гарнизонах и пограничных частях итальянских и немецких войск.
Вулнетари участвовали в боях как против югославских красных партизан, так и против четников Дражи Михайловича, действуя достаточно эффективно благодаря хорошей выучке со стороны итальянцев и немцев, однако по большей части печально запомнились массовым истреблением сербского гражданского населения и уничтожением сербских поселений в Косове. По этой причине они получили репутацию бандитов и преступников в глазах местного населения. Многочисленные сербские погромы учинённые вулнетари, привели к миграции сербов из Косова и Метохии.
В конце войны вулнетари использовались в качестве подразделений прикрытия отступающих немецких войск, а после окончательного ухода немцев из Косова значительная части вулнетари скрылась в деревнях, где продолжила борьбу против коммунистических властей. В послевоенные годы для ликвидации оставшихся банд вулнетари были брошены силы правоохранительных органов и армии коммунистических Югославии и Албании.

## Формирование и структура

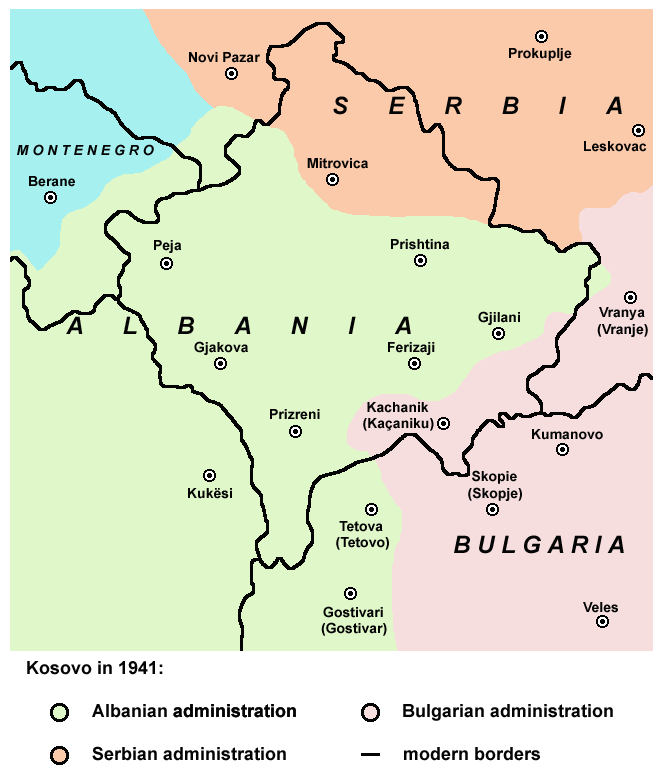
Раздел Косово в 1941 году

Албанские добровольцы несли службу во время вторжения немцев в Югославию в 60-й пехотной дивизии под командованием генерала Фридриха-Георга Эберхарда. Большую часть вулнетари составляли албанцы средних лет, уроженцы Албании и Косова. Их отличительным признаком были красно-чёрные нарукавные повязки на униформе вермахта, что и позволяло командованию отличать албанцев от остального личного состава
Война югославских красных партизан Иосипа Броза Тито против вулнетари началась в середине июля 1941 года в дни черногорского восстания против итальянских оккупантов: тогда была потеряна связь между ЦК Коммунистической партии Югославии и партийными ячейками в Черногории и Сербии. Отделение КПЮ в Косове и Метохии попыталось восстановить связь и стало массово перебрасывать своих партизан на помощь в Сербию и Черногорию к тамошним партизанским отрядам. Во время одного из переходов более 20 партизан из Метохии попали под обстрел албанских бандитов вулнетари и погибли. Вулнетари, поставившие цель восстановить «Великую Албанию» и изгнать всех черногорцев-партизан и коммунистов, с этого момента также оказались в числе врагов партизан: титовцам пришлось бороться, помимо итальянских и немецких оккупантов, ещё и против албанских коллаборационистов.
Наиболее высокой активность вулнетари была в Западной Македонии: так, в Дебаре скрывались пять или шесть рот численностью от 1200 до 1500 человек; в Струге — две роты численностью 800 человек под командованием Бекир-ага (500 человек) и Тефика Власи (300 человек); в Ростуше — одна рота из 400 человек, подчинявшаяся Али Маличи; в Кичеве — отряд вулнетари численностью до 2 тысяч человек (в том числе и члены националистической группировки Балли Комбетар) под командованием некоего Мефаила; в Гостиваре — отряд, которым руководил Джем Хаса; в Пологе — банда численностью от 3 до 4 тысяч человек.

## Военные преступления

### 1941
Согласно источникам Смили Аврамова, в июне 1941 года начались этнические чистки в Косове и Метохии, имевшие организованный характер: сербы истреблялись массово от рук вулнетари. Одними из первых к чисткам приступили отряды Рама Алии и Цолы Барьяктара; также чистки начались в регионе Ругова отрядами, которые подчинялись местному уроженцу Ризу Умери; также в число других известных командиров входили Сали Барьяктар, Жук Аджия и Сали Беба. Рам Алия, уроженец Истока, был руководителем одного из самых печально известных отрядов, который занимался сожжением сербских деревень и был причастен к массовыми убийствам в Ибарски-Колашине и Метохии.
В начале своей деятельности вулнетари во главе с Бислимом Байгорой при поддержке отряда из Дреницы во главе с Идризом Реджой организовали сожжение 22 деревень и убийство 150 гражданских лиц. 30 сентября 1941 Бислим Байгора и Шабан Полужа с тысячами своих бойцов предприняли одно из крупнейших нападений, атаковав на Ибарски-Колашин со стороны Дреницы и Метохии и лично убив 150 сербских мирных жителей. Вплоть до 10 октября на территории от Рибарича до Косовской-Митровицы продолжалась основная фаза албанского террора, и именно тогда было сожжено более 20 сербских деревень. Жестокости албанских полицаев поражались даже немецкие войска, называя подобные погромы и вооружённые нападения «кровавой волной».
Террор продолжался и в течение октября. 14 октября вулнетари перебрались через реку Церане и сожгли сербские поселения близ Лешака. В ответ на это менее чем через сутки, 15 октября югославские четники Суходольского отряда выступили из Сувы-Планины и провели серию ответных атак, форсировав Цераньскую реку. В знак мести за массовые убийства сербов, совершённые вулнетари, четники ворвались в Церане и устроили там массовое сожжение албанских домов. Вечером вулнетари выслали подкрепления от Шали и вынудили четников отступить. Утром 16 октября повторная атака четников увенчалась успехом, и албанцы вынуждены были отступить через реку. Между Слатиной и Лешаком не осталось в итоге ни одного уцелевшего поселения, и местные жители вынуждены были покинуть разграбленные земли. Впрочем, вулнетари в ходе этих боёв потеряли достаточно много человек убитыми.
В октябре того же месяца вулнетари организовали нападение на деревню Добруша близ города Печ. Местные жители бежали из села, направившись в Витомирицу и Печ. После ухода немцев и передачи местных властных полномочий итальянским оккупационным властям значительная часть гражданского населения (за исключением тех, кто сбежал в Черногорию) решила вернуться в деревню. Однако вулнетари предприняли очередную атаку: комендант Истока Джеват Беголи собрал отряды из Истока, Дреницы, Джаковицы и Печа, которые напали на Добрушу 17 октября. Оборона деревни держалась два дня, пока не закончились боеприпасы у местных сил Сопротивления. После этого партизаны вынуждены были в срочном порядке организовать эвакуацию стариков, женщин и детей. Вулнетари заняли опустевшее село, разграбили все дома и потом сожгли их.

### 1943
30 января 1943 вулнетари захватили деревню Грболе, взяв в заложники всех местных жителей — албанцы не проявляли никаких признаков жалости к старикам, тяжело больным людям, женщинам и детям, пытая и убивая мирных жителей. К концу осени они изгнали всех сербов из деревни, разграбили дома и сожгли всю деревню дотла. О жестокости албанцев к местному населению говорят и способы казни: так, со слов Мары Джайич, её мужа, крестьянина Душана Джайича вулнетари привязали одной ногой к стремянке, начав растягивать его тело к низу, пока несчастного попросту не разорвало пополам. Очень немногие из беженцев выжили: по пути их грабили и убивали боевики из других отрядов вулнетари.

### 1944
Вулнетари привлекались вермахтом для проведения некоторых военных операций: так, их вместе с 21-й горной дивизией СС «Скандербег» и отрядами националистов из движения «Балли Комбетар» задействовали в операции «Драуфгенгер», которая велась с 18 июля по 1 августа 1944 года на территории Черногории и Санджака. Однако албанцы запомнились и там исключительно массовыми убийствами гражданского населения.
27 июля офицер разведки 21-й дивизии СС Сахит Ходжа потребовал от жителей деревни Велика пустить туда солдат, угрожая убить любого, кто посмеет проигнорировать приказ и сбежать. В обмен на жизнь он требовал от местных оказать помощь армии. Однако албанцы получили отказ: все мужчины и юноши сбежали из деревни. Взбешённые ответом, они 28 июля ворвались в деревню, где были только женщины, дети и старики, и без каких-либо предупреждений открыли огонь по населению, бросившись убивать всех, кто попадался им под руку. В резне участвовали боевики отрядов вулнетари из местечек Плаве и Гусине. За 2 часа и 15 минут было убито 429 женщин, детей и стариков. Жестокости албанцев не было предела: солдаты изнасиловали всех женщин в деревне и потом убили их, не пощадив ни беременных, ни девушек, ни пожилых. Многие из жителей были заживо сожжены: кого-то даже загоняли в сарай и потом поджигали его, не давая выбраться. Считанные единицы сумели остаться в живых после резни и грабежа, устроенного албанцами.
Террор вулнетари продолжался и после того, как на территории Югославии очутились иностранные войска (СССР и Болгарии). Так, Авдиль Дура, уроженец деревни Дуре близ Качаника, возглавил отряд из 5 тысяч вулнетари после капитуляции Болгарии в сентябре 1944 года и занялся массовой чисткой сербского населения.

## Последствия
По оценкам Душана Батаковича и Ненада Антониевича, жертвами террора и геноцида со стороны албанских вулнетари стали около 10 тысяч сербов (уроженцев Косова и Метохии) и черногорцев. Точная оценка не поддаётся исчислению.
После окончания войны Сали Рама, Жук Аджия и ещё несколько боевиков под их командованием были арестованы и казнены по приговору суда. Авдиль Дура капитулировал в январе 1945 года с сотней вулнетари, однако находились и те, с кем пришлось бороться и после войны. Боевики Бислима Байгоры в 1946 году уничтожили 18 югославских оперативников, отбиваясь от нападений, но через год Байгора был всё же убит.
В 2010 году партия македонских албанцев «Новая Демократия» потребовала установить памятник Джему Хасе в Гостиваре (в его родном месте Симница в 2006 году уже был поставлен памятник). Решение вызвало возмущение у македонцев, которые расценивали Хасу как пособника итальянских и немецких оккупантов.